# Cyrtandra roemeri
Cyrtandra roemeri là một loài thực vật có hoa trong họ Tai voi. Loài này được Lauterb. mô tả khoa học đầu tiên năm 1912.